# A.C. Milan w sezonie 1986/1987

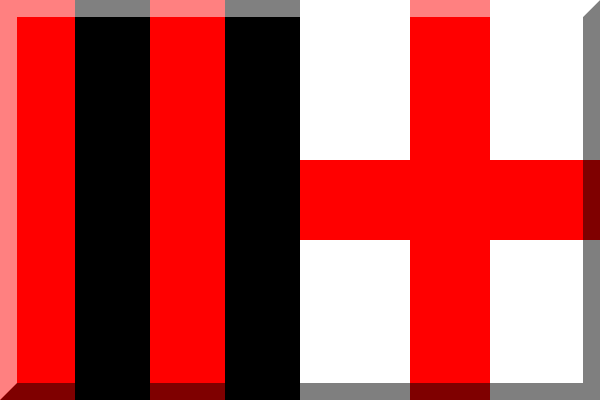
Klubowe barwy Milanu

Osiągnięcia i skład piłkarskiego zespołu A.C. Milan w sezonie 1986/87.

## Osiągnięcia
- Serie A: 5. miejsce
- Puchar Włoch: odpadnięcie w 1/8 finału

## Podstawowe dane
- Oficjalna nazwa klubu: Associazione Calcio Milan
- Siedziba klubu: Via F. Turati 3
- Boisko: San Siro
- Prezes klubu:  Silvio Berlusconi
- Trener zespołu:  Nils Liedholm;  Fabio Capello
- Kapitan drużyny:  Franco Baresi

## Skład zespołu
Bramkarze:
| Włochy | Giovanni Galli |
| Włochy | Giulio Nuciari |

Obrońcy:
| Włochy | Franco Baresi     |
| Włochy | Dario Bonetti     |
| Włochy | Filippo Galli     |
| Włochy | Roberto Lorenzini |
| Włochy | Paolo Maldini     |
| Włochy | Mauro Tassotti    |

Pomocnicy:
| Włochy | Agostino Di Bartolomei |
| Włochy | Roberto Donadoni       |
| Włochy | Alberigo Evani         |
| Włochy | Andrea Manzo           |
| Anglia | Ray Wilkins            |
| Włochy | Francesco Zanoncelli   |

Napastnicy:
| Anglia | Mark Hateley        |
| Włochy | Giuseppe Galderisi  |
| Włochy | Daniele Massaro     |
| Włochy | Pietro Paolo Virdis |